# ハツシバオー
ハツシバオーは、日本の競走馬。南関東公営競馬で史上3頭目の「三冠」を達成した馬で、タケシバオーの代表産駒である。

## 来歴
ハツシバオーは当歳時から「骨量のある大柄」の馬と評判になった。しかし左右で爪の形が異なることなどから、その評価は体格の成長とともに尻つぼみとなってしまう。しかしカツラギエースやクライムカイザーを発掘したことでも知られる馬商の佐藤伝二はこの馬の能力を高く評価し、彼が仲介役となって佐久間有寿が400万円で購入、大井競馬場の大山末治厩舎に入厩することとなった。
3歳の7月にデビューしたハツシバオーは山口勲を鞍上に迎えデビュー。新馬戦は快勝したが2,3戦目は惜敗。4戦目からは宮浦正行が騎乗することとなり、大井では以降全てのレースに騎乗した。するとここから4連勝し、3歳時は7戦5勝で終えた。
ハツシバオーの連勝は4歳に入っても続き、年明け初戦と京浜盃を連勝。その後、黒潮盃へ向かったが、最終追い切りで気の悪い面を出したためここを回避し、羽田盃に直行する。その羽田盃は好位からレースを進め、黒潮盃勝ちのタイガームサシに2馬身差を着けて優勝。さらに東京ダービーでは好スタートを切るとそのまま逃げ切り、2着タイガームサシに6馬身差で圧勝。1975年のゴールデンリボー以来となる「南関東三冠」への期待が膨らんでいった。
秋初戦は初の古馬との対戦となる東京盃。しかし他馬に挟まれる不利もありトドロキヒリュウの3着に終わり、連勝は「7」でストップ。しかし次走の東京記念ではそのトドロキヒリュウに雪辱する形で勝利。そして三冠最終戦となる東京王冠賞は他馬がハツシバオーの強さに恐れをなしたのか、わずか8頭立てで行なわれた。レースはタイガームサシが向正面で逸走するハプニングがあったものの、東京ダービーと同じく逃げたハツシバオーはこれに巻き込まれることなく2着のトドロキヒリュウに5馬身差の快勝。史上3頭目の「南関東三冠馬」となった。
さらに年末の東京大賞典ではヒカルタカイ、ゴールデンリボーの2頭の三冠馬さえ成し遂げられなかった「四冠」に挑むことなり、9頭立てながら古馬たちを抑え堂々の1番人気に。しかしハツシバオーはここでも強さを見せ2着のエドノボルに2馬身2分の1の差をつけ見事「四冠」を達成。鞍上の宮浦はレース後「これまでにない強さを感じた」と舌を巻いた。
5歳時のハツシバオーは帝王賞を目標に据え、まず63キログラムの重いハンデを課された2月の金盃に臨むが落馬で競走中止、本番の帝王賞も調整不足が祟ったのかハツマモルの2着に終わった。
帝王賞のあと、ハツシバオーは中央競馬に移籍することとなり、美浦トレーニングセンターの高橋英夫厩舎に移った。中央では天皇賞・秋を目指したが福島競馬場での調整中に浅屈腱炎を発症し出走はかなわなかった。だが陣営は諦めることなく、年末の有馬記念に推薦で出走することとなったがグリーングラスの13着に終わる。結局これが引退レースとなった。

## 引退後
1981年から北海道静内町で種牡馬となったハツシバオーは1993年までに232頭への種付けを行なった。産駒の大半は地方競馬で走ったが、中央競馬ではハツシバエースが朝日チャレンジカップを勝つなど活躍した。
1995年、門別町の藤本牧場で種牡馬からの「用途変更」となって以降の消息は不明である。

## 血統表
| ハツシバオーの血統        | ハツシバオーの血統                           | ハツシバオーの血統             | （血統表の出典）               | （血統表の出典） |
| 父系                      | ロックフェラ系                               | ロックフェラ系                 | ロックフェラ系                 | [ § 2 ]          |
| 父 タケシバオー 1965 鹿毛 | 父の父*チャイナロック China Rock 1953 栃栗毛 | Rockefella                     | Hyperion                       | Hyperion         |
| 父 タケシバオー 1965 鹿毛 | 父の父*チャイナロック China Rock 1953 栃栗毛 | Rockefella                     | Rockfel                        |                  |
| 父 タケシバオー 1965 鹿毛 | 父の父*チャイナロック China Rock 1953 栃栗毛 | May Wong                       | Rustom Pasha                   | Rustom Pasha     |
| 父 タケシバオー 1965 鹿毛 | 父の父*チャイナロック China Rock 1953 栃栗毛 | May Wong                       | Wezzan                         |                  |
| 父 タケシバオー 1965 鹿毛 | 父の母タカツナミ 1958 黒鹿毛                 | ヤシママンナ                   | *プリメロ                      | *プリメロ        |
| 父 タケシバオー 1965 鹿毛 | 父の母タカツナミ 1958 黒鹿毛                 | ヤシママンナ                   | 第参マンナ                     |                  |
| 父 タケシバオー 1965 鹿毛 | 父の母タカツナミ 1958 黒鹿毛                 | *クニビキ Nice Star            | Nice Day                       | Nice Day         |
| 父 タケシバオー 1965 鹿毛 | 父の母タカツナミ 1958 黒鹿毛                 | *クニビキ Nice Star            | Starlet                        |                  |
| 母 ハツイチコ 1969 栗毛   | 母の父*ブランブルー Blanc Blue 1959 鹿毛     | Klairon                        | Clarion                        | Clarion          |
| 母 ハツイチコ 1969 栗毛   | 母の父*ブランブルー Blanc Blue 1959 鹿毛     | Klairon                        | Kalmia                         |                  |
| 母 ハツイチコ 1969 栗毛   | 母の父*ブランブルー Blanc Blue 1959 鹿毛     | Sans Tares                     | Sind                           | Sind             |
| 母 ハツイチコ 1969 栗毛   | 母の父*ブランブルー Blanc Blue 1959 鹿毛     | Sans Tares                     | Tara                           |                  |
| 母 ハツイチコ 1969 栗毛   | 母の母ハツトシ 1960 鹿毛                     | ハクリヨウ                     | *プリメロ                      | *プリメロ        |
| 母 ハツイチコ 1969 栗毛   | 母の母ハツトシ 1960 鹿毛                     | ハクリヨウ                     | 第四バツカナムビユーチー       |                  |
| 母 ハツイチコ 1969 栗毛   | 母の母ハツトシ 1960 鹿毛                     | ローヤルダッシュ               | トキノチカラ                   | トキノチカラ     |
| 母 ハツイチコ 1969 栗毛   | 母の母ハツトシ 1960 鹿毛                     | ローヤルダッシュ               | 第弐フライアースメードン       |                  |
| 母系(F-No.)               | フライアースメードン系(FN:3-m)               | フライアースメードン系(FN:3-m) | フライアースメードン系(FN:3-m) | [ § 3 ]          |
| 5代内の近親交配           | プリメロ 4×4、シアンモア 5×5                 | プリメロ 4×4、シアンモア 5×5   | プリメロ 4×4、シアンモア 5×5   | [ § 4 ]          |
| 出典                      | 1. 2. 3. 4.                                  | 1. 2. 3. 4.                    | 1. 2. 3. 4.                    | 1. 2. 3. 4.      |

- 牝系は小岩井農場が基礎繁殖牝馬として輸入したフライアースメードンに遡る。
- 曾祖母ローヤルダッシュの曾孫にハクホークインがいる。